# San Diego la Mesa Tochimiltzingo
San Diego la Mesa Tochimiltzingo är en kommun i Mexiko.   Den ligger i delstaten Puebla, i den sydöstra delen av landet, 110 km sydost om huvudstaden Mexico City.
Följande samhällen finns i San Diego la Mesa Tochimiltzingo:
- San Bartolomé Chimalhuacán
- Guadalupe Amolocayan
- La Soledad Tepehuaxtitla